# Raphiael Putney
Raphiael Putney, né le 21 avril 1990, à Faimont, dans l'état de Virginie-Occidentale, est un joueur américain de basket-ball. Il évolue au poste d'Intérieur.

## Biographie
Fin juillet 2017, il signe pour le club de l'Élan Chalon. Le 12 octobre 2017, il est coupé par le club Chalonnais.

## Carrière

### Collège
- ?-2010:  Wooldrigde HS

### Universitaire
- 2010-2014 :  Minutemen d'UMass (NCAA)

## Clubs
- 2014-2015 :  Vipers de Rio Grande Valley (D-League)
- 2015 :  Al-Ittihad Jeddah (Arabie Saoudite League)
- 2015 :  Perth Redbacks (SBL)
- 2015 :  NS Matrix (MNBL)
- 2015-2016 :  Vipers de Rio Grande Valley (D-League)
- 2016 :  Guaiqueries de Margarita (LPB)
- 2016-2017 :  Juvecaserta Basket (LegA)
- 2017 :  Élan Chalon (Pro A)
- 2017-2018 :  Érié BayHawks (G-League)
- 2018 :  Atléticos de San Germán (BSN)
- 2018 :  Miami Heat (NBA)
- depuis 2023 :  Homenetmen Beyrouth (FLB League)